# Money, Women and Guns
Money, Women and Guns (Brasil: Falta um Para Vingar ) é um filme estadunidense, de 1959, do gênero faroeste e suspense, dirigido por Richard H.Bartlett, roteirizado por Montgomery Pittman.

## Sinopse
Investigador, procura os assassinos, de um velho minerador, que antes de morrer, deixou um testamento com quatro herdeiros.

## Elenco
- Jock Mahoney ....... 'Silver' Ward Hogan
- Kim Hunter ....... Mary Johnston Kingman
- Tim Hovey ....... Davy Kingman
- Gene Evans ....... Xerife Abner Crowley
- Tom Drake ....... Jess Ryerson
- Lon Chaney Jr. ……. Art Birdwell (como Lon Chaney)
- William Campbell ....... Clint Gunston
- Jeffrey Stone ....... Johnny Bee
- James Gleason ....... Henry Devers
- Judi Meredith ....... Sally Gunston
- Phillip Terry ....... Damian Bard
- Richard Devon ....... Setting Sun
- Ian MacDonald ....... Nibbs
- Don Megowan ....... John Briggs